# バイコンタ

バイコンタ・ユニコンタの系統樹

バイコンタ（ラテン語: Bikontaビコンタ（ギリシャ語 bi- '2' + kontos '鞭毛'）、英語: Bikontバイコント）は、遊走細胞が2本鞭毛を持つことで特徴付けられる真核生物の大分類群である。
全ての陸上植物および藻類と、多くの原生生物が含まれる。鞭毛の本数以外にも、ジヒドロ葉酸レダクターゼ（dihydrofolate reductase; DHFR）とチミジル酸シンターゼ（thymidylate synthase; TS）の遺伝子が融合している（DHFR-TS融合型）という共通の特徴を持つ。
これに対して、遊走細胞が1本鞭毛しか持たない生物群はユニコンタ（uni- '1'）と呼ばれ、アメーボゾアとオピストコンタ（後方鞭毛生物）が含まれる。例えば精子が1本鞭毛であるヒトはユニコンタである。また、バイコンタとアメーボゾアを併せてアンテロコンタ（Anterokonta; antero- '前方', 前方鞭毛生物）とし、オピストコンタと対比させる場合もある。ただし、バイコンタ、ユニコンタとも、退化により鞭毛を持たないものなど例外も多い。
バイコンタの下位分類にはアーケプラスチダ（緑色植物・紅色植物・灰色植物）、ストラメノパイル、アルベオラータ、ハプト植物、クリプト植物、リザリア（ケルコゾア・有孔虫・放散虫）、エクスカバータなどがある。
オピストコンタの下位分類には後生動物、真菌などが含まれる。